# Janez Kikelj
Janez Kikelj, slovenski računovodja in politik, * 23. junij 1972, Ljubljana.
Kikelj je trenutno kot član SD poslanec 5. državnega zbora Republike Slovenije, predsednik Združenja borcev za vrednote NOB Vrhnika in predsednik občinskega zbora Socialnih demokratov Vrhnika..
Kikelj je postal nadomestni poslanec državnega zbora, potem ko je Anton Rop vrnil poslanski mandat, ko je bil imenovan za podpredsednika Evropske investicijske banke.
Na državnozborskih volitvah leta 2011 je kandidiral na listi SD.